# Arkaden (Coburg)

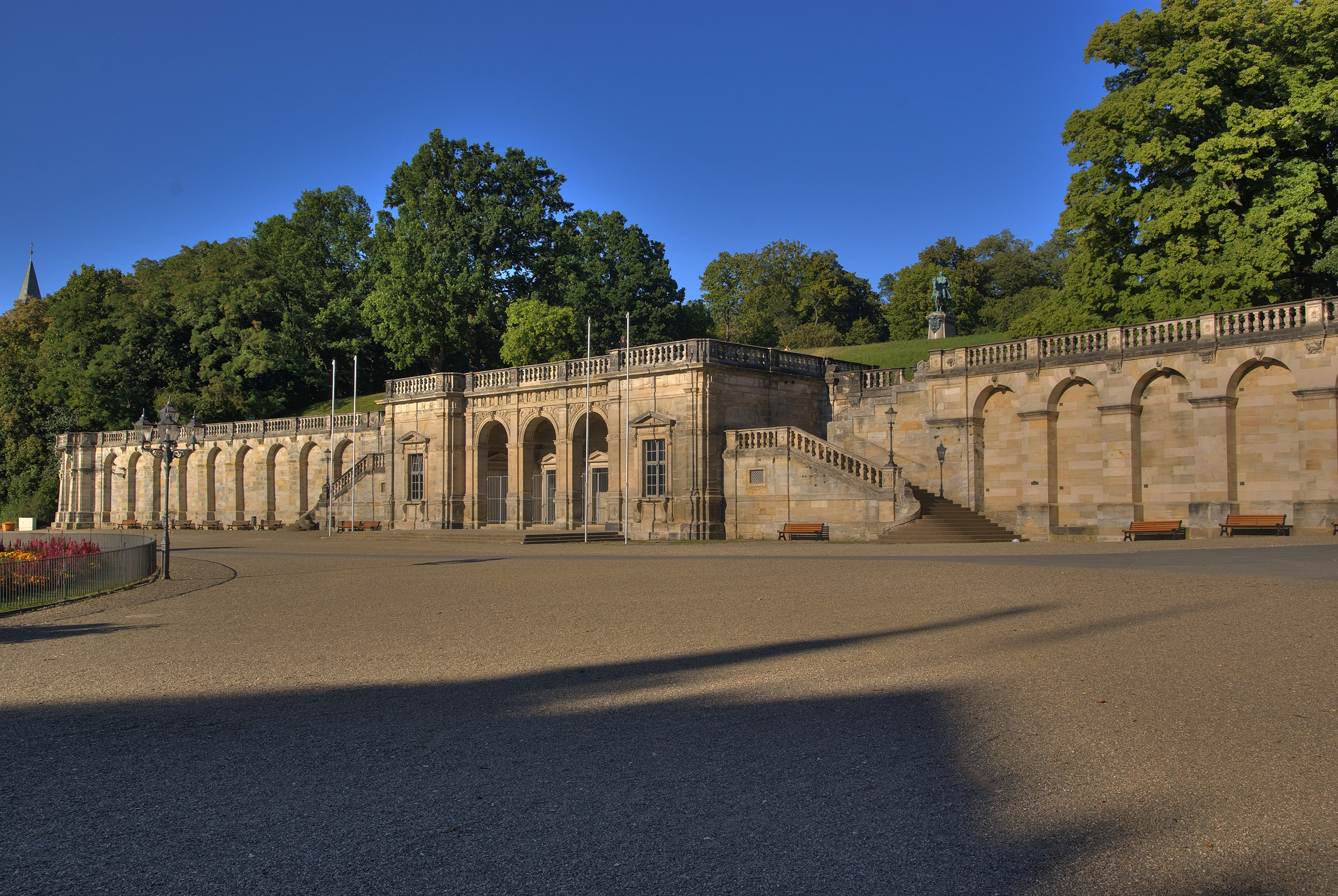
Arkaden in Coburg

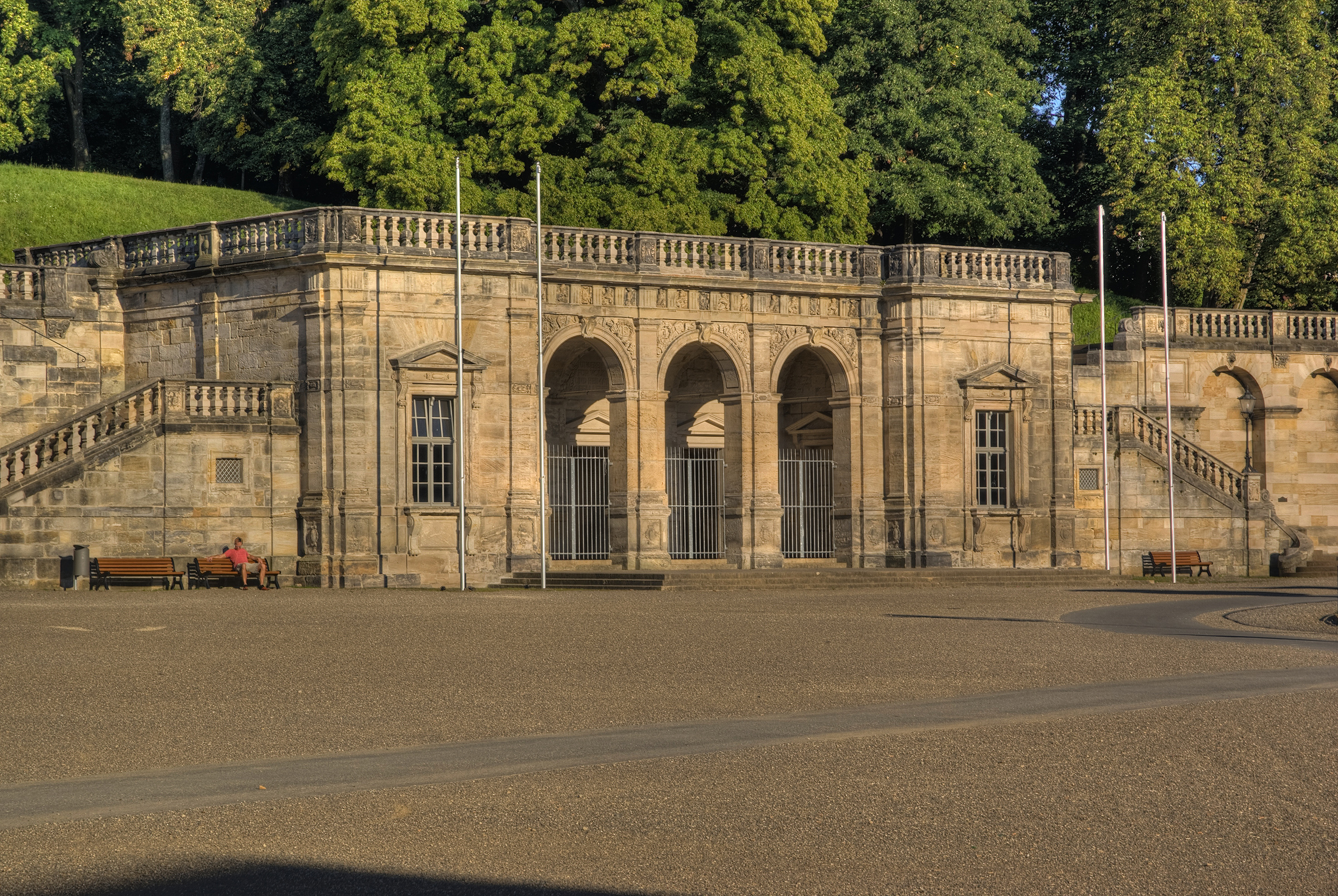
Portikusbau

Die Arkaden sind ein Terrassenbau am Schlossplatz in der oberfränkischen Stadt Coburg. Sie schließen den Schlossplatz auf der östlichen Seite ab und bilden den Übergang zum Hofgarten. Die Arkaden sind als Baudenkmal in der Bayerischen Denkmalliste eingetragen. 

## Geschichte
Das Bauwerk entstand im Jahr 1843 im Rahmen der Schlossplatzgestaltung nach Plänen von Hermann Nicolai während der Regentschaft des Herzogs Ernst I. Dabei wurden Teile des ehemaligen herzoglichen Ballhauses, das zuvor dort stand, wiederverwendet. Ab 1845 bis 1918 befand sich die Hauptwache der Schlosswache im Mittelbau.
Da die Nationalsozialisten das 1927 auf dem Friedhof am Glockenberg errichtete Ehrenmal für die Gefallenen des Ersten Weltkriegs als nicht angemessen kritisierten, beschloss 1933 der Stadtrat auf Initiative der NSDAP den Umbau der alten Schlosswache in den Arkaden am Schlossplatz. Die Standortwahl ging auf einen Vorschlag des damaligen Stadtbaurats Max Böhme aus dem Jahr 1921 zurück. Aus Kostengründen konnte das Vorhaben in den 1920er Jahren nicht realisiert werden. Aufgrund eines Architektenwettbewerbs im Jahr 1934 erfolgte die Errichtung des Ehrenmals in Anlehnung an die Neue Wache nach einem mit der Planung des Stadtbauamtes verschmolzenen Entwurf des Oberammergauer Bildhauers Georg Johann Lang. Hinter dem Vorraum, in dem die Namen der 917 Coburger Gefallenen auf zwei Muschelkalkplatten aufgelistet wurden, entstand die Ehrenhalle. Diese ist mit dem Vorraum durch einen schmalen Gang verbunden, hat einen quadratischen Grundriss mit sechs Meter Kantenlänge und wird von einem Klostergewölbe mit einem mittigen Oberlicht überspannt. In Raummitte wurde ein Marmorsarkophag mit einem Schwert, eine Arbeit des Bildhauers Gustav Reißmann, aufgestellt. Die Bauarbeiten begannen im März 1934. Am 20. Oktober 1935 folgte die Einweihung. Tags zuvor hatte Adolf Hitler die Gedenkstätte besichtigt. Die Baukosten betrugen 75.000 Reichsmark. Mit Spenden in Höhe von 42.000 Reichsmark wurde das Ziel des Denkmalausschusses einer reinen Spendenfinanzierung nicht erreicht. Die Kosten waren relativ hoch, weil die Ehrenhalle in den Festungsberg zur Hangstabilisierung gebaut wurde. Heute ist es Ehrenmal für die Opfer des Krieges der Stadt Coburg.

## Bauwerk
Die dreiteilige Anlage aus Sandstein-Großquadermauerwerk im italienischen Spätrenaissance-Stil hat die Funktion einer Futter- beziehungsweise Stützmauer am Fuße des Festungsberges. Oben wird sie durch eine Balustrade, deren Pfosten Kartuschen tragen, als Absturzsicherung abgeschlossen. Zwischen zwei neunteiligen Pfeilerarkaden, als Blendarkaden gestaltet, ist in der Mitte ein fünfachsiger, vorspringender Portikusbau angeordnet. Der Mittelbau besitzt drei Rundbogenportale, deren Pfeiler mit Pilastern dekoriert sind und die oben im Zwickel Kränze mit der Herzogsinitiale „E.“ tragen. Über einem glatten Architrav ziert ein dorischer Metopen-Fries mit Wappenkartuschen, Löwen und Adlern das Portal. Der dahinter befindliche Vorraum hat ein Kreuzgewölbe. Die rückwärtige Wand enthält drei hohe, mit Dreiecksgiebeln abgeschlossene Türöffnungen als Zugänge zu den Innenräumen der Gedächtnisstätte. Den Portikus flankieren beiderseits Pylone mit gerahmten Fenstern, deren Bänke und Dreiecksgiebel auf Konsolen ruhen. Daneben führen breite Treppenaufgänge mit gusseisernen Laternen auf die Dachterrasse und in den Hofgarten. Vorspringende Pylone bilden den seitlichen Abschluss der Arkaden.